# Совјетска окупација Румуније
Термин Совјетска окупација Румуније односи се на период од 1944. године до августа 1958. године, током којег је Совјетски Савез задржао значајно војно присуство у Румунији. Судбина територија које је Румунија држала након 1918. године, а које су 1940. године ушле у састав Совјетског Савеза, описана је у посебном чланку о Совјетској анексији Бесарабије и Северне Буковине.
Током офанзиве на Источном фронту 1944. године, совјетска армија је окупирала подручје које је било део Краљевине Румуније пре окупације. Северозападни део Молдавије био је окупиран током оружаних борби које су се водиле између априла и августа те године, док је Румунија још увек била савезник Трећег рајха. Остатак територије био је окупиран након што је Румунија променила страну у Другом светском рату, као резултат државног удара који је покренуо краљ Михај 23. августа 1944. године. Тог датума краљ је објавио да је Румунија једнострано прекинула све војне акције против савезника, прихватила савезничку понуду о примирју, и укључила се у рат против Сила Осовине. Како званична понуда о примирју није била потписана, Црвена армија је окупирала већи део Румуније као непријатељску територију пре потписивања Московског примирја 12. септембра 1944. године.
Конвенција о примирју и на крају Париски мировни уговори 1947. пружили су правну основу за совјетско војно присуство у Румунији, које је трајало до 1958. године, достигавши врхунац од око 615 000 присутних војника током 1946. године.
Совјетски аутори и румунски Устав из 1952. године догађаје из 1944. године називали су "ослобођењем Румуније од стране славне Совјетске војске". Са друге стране, већина румунских и западних извора користи израз "совјетска окупација Румуније", а неки тај термин примењују за целокупни период од 1944. до 1958. године.

## Позадина и почетак окупације
Након што је повукла своје трупе из Бесарабије и Северне Буковине као одговор на совјетски ултиматум из јуна 1940. године, Румунија је склопила савез са Трећим рајхом и објавила рат Совјетском Савезу. Румунске трупе ушле су у Други светски рат 1941. године у оквиру операције Барбароса, под вођством Врховне команде Вермахта. Након заузимања територије коју је 1940. анектирао Совјетски Савез, румунске трупе окупирале су Јужну Украјину све до Јужног Буга. Међутим, румунска кампања на истоку завршила се катастрофалним поразом, посебно током битке за Стаљинград.
Крајем 1943. године, Црвена армија је поново стекла контролу над већим делом совјетске територије и напредовала западно преко граница СССР-а како би поразила Трећи рајх и његове савезнике. Из тог разлога, совјетске снаге су прешле у Румунију и окупирале Северну и Источну Молдавију.
Краљ Михај је 23. августа 1944. године покренуо државни удар, свргавајући пронацистичку владу Јона Антонескуа, и ставивши румунску војску на страну савезника. Као резултат тога, краљ Михај је био последњи монарх иза Гвоздене завесе све до 30. децембра 1947. године када је присиљен на абдикцију.
Државни удар је убрзаним темпом олакшао напредовање Црвене армије у Румунији, и омогућио је комбинованим румунским и совјетским војскама да ослободе земљу од немачке окупације. У недостатку стварног потписаног примирја, совјетске трупе наставиле су да третирају Румуне као непријатељску силу. Примирје је потписано три недеље касније, 12. септембра 1944. године, под условима које је практично диктирала Москва." Државни удар је ефективно представљао "капитулацију", an "безусловну" "предају" Совјетима и осталим савезницима. У јеку наређења о прекиду ватре, које је издао краљ Михај, између 114.000 и 160.000 румунских војника, Совјети су без отпора одвели у ратно заробљеништво. Они су били приморани да марширају до удаљених логора у Совјетском Савезу, а према интервјуима преживелих у документарцу 2004. године, око трећина затвореника је погинуло на путу.
До 12. септембра, Црвена армија је стекла контролу над већим делом румунске територије. У складу са споразумом о примирју са савезницима, Румунија је постала предмет Савезничке контроле која се састојала од представника Совјетског Савеза, Сједињених Америчких Држава и Велике Британије, док је совјетска војна команда имала превладавајући, де факто, ауторитет. Бесарабија и Северна Буковина поново су укључене у Совјетски Савез.

## Оснивачка докумената

### Споразум о примирју
Члан 3 Споразума о примирју са Румунијом (потписан у Москви 12. септембра 1944. године), предвиђао је:
 Влада и Врховна команда Румуније ће осигурати совјетским и другим савезничким снагама објекте за слободно кретање на територији Румуније, у било ком правцу ако то захтева војна ситуација, а румунска влада и Врховна команда Румуније пружиће тим кретањима сву могућу помоћ својим средствима комуникације и о свом трошку на земљи, води и ваздуху.
Члан 18 истог споразума је предвиђао:
 Основаће се Савезничка комисија за контролу која ће до закључења мира предузети регулисање и контролу извршења садашњих услова под општем упутством и наредбама Савезничке (совјетске) врховне команде, која делује у име савезничких сила.
У анексу члану 18 јасно је наведено:
 Румунска влада и њихови органи испуњавају сва упутства Савезничке комисије за контролу проистекле из Споразума о примирју. 
и да ће Савезничка комисија за контролу имати седиште у Букурешту.
У складу са чланом 14. Споразума о примирју, формирана су два народна суда ради суђења осумњиченим за ратне злочине, један у Букурешту, а други у Клужу.
Пуномоћници који су потписали примирје, како је наведено у њему, били су::
- Савезничке снаге: ""представник Савезничке (совјетске) врховне команде, маршал Совјетског Савеза, Р. Ј. Малиновски, прописно овлашћеног од стране влада Сједињених Америчких Држава, Совјетског Савеза и Велике Британије."
- Румунија: ""Државни министар и министар правде Л. Петрешкану, заменик министра унутрашњих послова, помоћник Његовог величанства краља Румуније, генерал Д. Дамачану, принц Штирбеј и Г. Поп."

### Париски мировни уговори, 1947
Ефекат Споразума о примирју престао је 15. септембра 1947. године, када је на снагу ступио Париски мировни уговор. Члан 21, став 1 новог уговора пружио је правну основу за континуирано и неограничено присуство совјетске војске у Румунији:
По ступању на снагу овог Уговора, све савезничке снаге биће повучене из Румуније у року од 90 дана, под условом да Совјетски Савез задржи на румунској територији оружане снаге потребне за одржавање комуникационе линије са совјетском окупационом зоном у Аустрији.
Румунску делегацију на Париској конференцији предводио је министар спољних послова Георге Татареску. Мировни уговор са Румунијом потписан је 10. фебруара 1947. године. На румунској страни четири потписника били су: Георге Татареску, Лукрецију Петрешкану, Штефан Војтек и Думитру Дамачану. Потписници савезничких сила били су: државни секретар Сједињених Америчких Држава Џејмс Ф. Бернс, совјетски министар иностраних послова Вјачеслав Молотов и британски државни секретар за спољна и заједничка питања Ернест Бевин.

## Совјетске снаге у Румунији, 1944–1956
| Датум                                | Бројчаност       |
| ------------------------------------ | ---------------- |
| 8. мај 1945.                         | 80,000           |
| 1. новембар 1945.                    | 500,000          |
| 4. јануар 1946.                      | 420,000          |
| 1. март 1946.                        | 615,000          |
| 1. јун 1946.                         | 400,000          |
| 1. новембар 1946.                    | 240,000          |
| 1947.                                | 60,000 – 130,000 |
| 1. мај – 1. јул 1948.                | 35,000           |
| 1. октобар 1948.                     | 32,000           |
| 1. јул 1949.                         | 28,000           |
| 1. октобар 1949.                     | 19,000           |
| 1. јануар 1950.                      | 32,000           |
| 1. април 1950.                       | 33,000           |
| 1. септембар 1950. – септембар 1952. | 32,000           |

Након закључења Споразума о примирју 1944. године, совјетске трупе су окупирале целокупну територију Румуније. Процене бројности трупа варирају између 750 000 и милион (процене британских војних званичника), до између 1 и 1,5 милиона (процене румунског генералштаба), многи западни дипломати и експерти позивају се на више од милион совјетских трупа.
На дан прославе имендана краља Михаја, 8. новембра 1945. године, антикомунистичка демонстрација испред Краљевске палате у Букурешту угушена је силом, што је резултирало десетинама жртава. Совјетски официри обуздали су румунске војнике и полицију да не пуцају на цивиле, а совјетске трупе су успоставиле ред.
Процењена снага совјетских снага стационираних у Румунији (укључујући ваздухопловне, морнаричке, копнене и безбедносне трупе), од дана Победе до 1952. године, приказана је у табели са десне стране.
Током друге половине 1946. више од половине совјетских ваздухопловних снага боравило је ван СССР-а, а највећи део је био у Пољској и Румунији (по 2.500 авиона у свакој земљи). Бројност трупа је порасла на високих 615.000 војника у марту 1946. године, али су повучени након закључења мировног споразума 1947. До краја 1946. совјетске јединице у Румунији биле су концентрисане у пет области: Крајова–Слатина, Сибињ–Алба Јулија, Констанца, и Браила–Фокшани. Од маја 1948. до октобра 1956. нивои трупа достижу релативно стабилан ниво: две пуне дивизије, плус помоћне јединице које се састоје од отприлике треће дивизије.
Иако је потписивањем Аустријског државног уговора 1955. разлог за присуство совјетских трупа како је наведено у Париским мировним уговорима престао да постоји, премијер Георгију-Деж најавио је да ће те трупе остати све док страни војници и даље буду смештени у Западној Немачкој.
Совјетске трупе стациониране у Румунији учествовале су у сузбијању Мађарске револуције у новембру 1956. године.

## Реорганизација румунске војске
| Тип                  | Снага                     |
| -------------------- | ------------------------- |
| Копнене снаге        | 120.000 официра и војника |
| Противавионске снаге | 5.000 официра и војника   |
| Морнаричке снаге     | 5.000 официра и војника   |
| Ваздушне снаге       | 8.000 официра и војника   |
| Укупно               | 138.000 официра и војника |

Совјетска окупација Румуније довела је до потпуне реорганизације Румунске народне армије под надзором представника совјетске војске. Број снага румунске војске Париским мировним споразумом био је ограничен на укупно 138.000 (официри и војници), међутим, под совјетском окупацијом, он је далеко надмашио границе одређене уговором, повећавајући милитаризацију румунског становништва. До 1953. године редовне армијске снаге нарасле су на око 300 000, резервне армијске снаге до око 135.000, и "унутрашње" снаге (граничари, безбедносне бригаде и др.) под надлежношћу Министарства унутрашњих послова до преко 325.000.
На почетку овог организационог ремонта, пронемачки елементи су одстрањени од стране румунских оружаних снага. Током 1944. - 1945. формиране су две дивизије састављене од румунских добровољаца - бивших ратних заробљеника, обучених у Совјетском Савезу током рата, а такође и комунистичких активиста, попут Валтера Романа: Дивизија Тудор Владимиреску, под командом пуковника Николаја Камбреа и Хорија, Клошка ши Кришан дивизија, под командом генерала Михаја Ласкара (који је био министар одбране од 1946. до 1947). Те две јединице требало је да чине језгро нове румунске војске под совјетском контролом. Након што је Румунска комунистичка партија преузела узде власти, 30% официра и подофицира (углавном искусних војника, али истовремено потенцијални извор противљења совјетизацији војске) очишћено је из војске.
Након преузимања политичке моћи од стране Румунске радничке партије, совјетизација Румунске армије је почела да се одвија пуном паром, под надзором новог министра одбране, Емила Боднараша. Ова реорганизација подразумевала је усвајање совјетског модела војне и политичке организације и промену војне доктрине борбе и одбране у контексту интеграције Румуније у совјетски стратешки систем, на почетку Хладног рата.
Совјетски официри постављени су за саветнике задужене за надгледање потпуне реорганизације војске. Они су обављали руководеће и надзорне положаје у главним државним институцијама, али и у областима мањег значаја. У почетку су имали само неколико места у Министарству одбране, Генералштабу, и политичким одсецима у војсци. Како је време пролазило, број совјетских саветника се постепено повећавао, док су у исто време њихови положаји постали стални. У новембру 1952. у војним школама било је 105 сталних и 17 привремених совјетских саветничких места. Након 1955. године, њихов број је почео да се смањује: 72 у 1955-ој, 63 у 1956-ој, 25 у 1957-ој и 10 у 1958-ој години.
Након 1945. године развијени су нови војни прописи, по обрасцима Црвене армије, а они су довршени у периоду од 1949. до 1952. Због тога је један број официра и војних студената послат у Совјетски Савез да заврши своју обуку. Између 1949. и 1952., у СССР-у се школовало 717 румунских ученика, док су 1958. године 471 румунски војни студенти похађали образовање у СССР-у. Њихов број се смањио у наредним годинама.

## Реорганизација служби безбедности
Одмах након догађаја 23. августа 1944. године комунисти су почели да се инфилтрирају у Министарство унутрашњих послова у великој мери. Генерална дирекција за безбедност народа (румунски иницијали: ДГСП, али уобичајено само Секуритатеа) је званично основана 30. августа 1948. године декретом 221/30. Секуритатеа-у је основала СМЕРШ, јединица НКВД задужена за демонтирање постојећих обавештајних агенција и њихову замену агенцијама совјетског стила у совјетским земљама источне Европе. Јединицу СМЕРШ-а у Румунији звану Бригада Мобила, водио је до 1948. године бивши оперативац НКВД-а Александру Николши. Њена декларисана сврха је била „одбрана демократских постигнућа и гаранција безбедности Румунске Народне Републике од унутрашњих и спољњих непријатеља." Први директор Секуритатее био је совјетски обавештајни оператер Георге Пинтилие. Александру Николши (тадашњи генерал) и још један совјетски официр, генерал-мајор Владимир Мазуру, обављали су функцију заменика директора.

## Протеривање Немаца
Црвена армија је учествовала у протеривању око 70.000 трансилванијских Саса из Румуније које је почело јануара 1945. године. Октобра 1944. године, Санатескуова влада, на захтев Савезничке контролне комисије, почела је хапсити младе држављане Румуније немачког порекла, који су на крају стављени на располагање совјетској команди. На захтев савезничке комисије, Радескуова влада наредила је принудни превоз возом трансилванијских Саса до Совјетског Савеза. У протесту од 13. јануара 1945. године Радескуова влада је потврдила обавезу румунске владе да штити сваког свог грађанина, без обзира на етничко порекло, и приметила непостојање законског основа за депортацију трансилванијских Саса. Прогнаницима је постепено дозвољавано да се врате у Румунију почев од краја 1945. до 1949. године, мада се процењује да је око 10.000 погинуло за време протеривања или док су били у Совјетском Савезу. Такве депортације биле су забрањене 1949. године Четвртом Женевском конвенцијом.

## СовРом
СовРоми су била совјетска и румунска заједничка улагања основана на румунској територији на крају Другог светског рата, а трајала су до 1954–1956. Уговор између двеју земаља о оснивању ових предузећа потписан је у Москви 8. маја 1945. године. Теоретски, сврха ових подухвата била је да се прикупе средства за послератну обнову. Међутим, њихова стварна сврха била је обезбеђивање ресурса за совјетску страну. Уопштено, они су били фактор доприноса исцрпљивању румунских ресурса, поред ратних накнада које су предвиђене Споразумом о примирју и Париским мировним уговорима, а чији је износ износио 300 милиона америчких долара. Совјетски допринос стварању СовРома састојао се највећим делом у препродаји остатка немачке опреме Румунији, по систематски прецењеним ценама. Укупна вредност робе која је из Румуније послата у Совјетски Савез процењена је на две милијарде долара, што је далеко више од износа ратних репарација које су захтевали Совјети. До 1952. године, 85% румунског извоза било је усмерено ка Совјетском Савезу. Последњи СовРом је распуштен 1956. године.
Једна од тих компанија била је Совромкварц, која је започела са радом 1950. године у руднику Баица у округу Бихор, под именом које је требало да прикрије прави циљ њених активности. Њена почетна радна снага састојала се од 15.000 политичких затвореника, а након што је већина умрла од тровања радијацијом заменили су их сељани који нису били свесни чињенице да раде са радиоактивним материјалом. Румунија је тајно испоручила 17.288 тона уранијумске руде Совјетском Савезу између 1952. и 1960. године, која је, барем делимично, коришћена у совјетском пројекту атомске бомбе. Ископавање уранијума наставило се до 1961. године. Сва руда је допремљена у иностранство на прераду, у почетку у Силамаеу у Естонији, а концентрат уранијума тада је искључиво користио Совјетски Савез.

## Поређење са совјетском окупацијом Бугарске
Упоређујући совјетску окупацију Румуније са Бугарском, Дејвид Стоун примећује: "За разлику од Бугарске, Румунија је имала мало културних и историјских веза са Русијом и заправо је водила рат са Совјетским Савезом. Као резултат тога, совјетска окупација је теже погодила румунски народ чије су трупе биле мање дисциплиноване." 

## У популарној култури
- Davai ceas, davai palton (српски: дај ручни сат, дај капут). Познати румунски сценски глумац Константин Танасе наступио је у Букурешту годину дана након доласка совјетских трупа. Сатиризовао је навику војника да „захтевају“ све личне ствари на видику (посебно, ручне сатове и капуте), захтевајући их рекавши: "Davai ceas, davai palton". Постоје различити извештаји о његовој смрти у августу 1945. године, али један од њих каже да је пронађен мртав два дана након једног од његових сатиричних дела.[38]
- Писац Михаил Себастијан био је међу очевицима догађаја 1944. године. У свом дневнику (Журнал, 1935-1944: Фашистичке године) описао је тадашњу атмосферу у Букурешту: "Узнемиреност, страх, сумња. Руски војници силују жене (као што је јуче рекла Дина Коча). Војници заустављају аутомобиле, пуштају возача и путнике, седају за волан и одлазе. Продавнице су опљачкане. Данас поподне, у Захарији, тројица војника су провалили сеф и узели сатове. (Сат је играчка која им се највише допада.) "[39] Себастиан је умро у трамвајској несрећи само неколико недеља након што је совјетска војска окупирала Румунију. Његов Журнал недавно је стекао интересовање у Америци. Амерички драматичар Дејвид Оберн је 2004. године написао представу под називом Журнали Михаила Себастијана, која је дебитовала исте године у Њујорку, а глумац Стивен Кункен је играо улогу Михаила.
- 25. час. Најпознатија књига Константина Виргила Георгиуа приказује положај младог сељака Јохана Морица под немачком и совјетском окупацијом.[40] Јохана шаље полицијски капетан у радни логор који жуди за његовом супругом Сузаном. У почетку га означавају као јевреја. Касније га је "спасио" нацистички официр, који га је приморао да ради као модел у немачкој пропаганди. Затворен је након рата, и тешко су га претукли руски тамничари, а затим га савезничке снаге осудиле због његовог рада за нацисте. Карло Понти је 1967. године снимио филм по овој књизи, у режији Анрија Вернеја, глумили су Ентони Квин као Јохан и Вирна Лизи као Сузана.[41]

## Додатни извори
- Romania and peace conditions after the Second World War, on the website of Radio Romania International, 31.01.2005
- Review of Verona's book, by J. Calvitt Clarke III, at Jacksonville University.
- Paula Mihailov Chiciuc, "Practica sovietică a lui 'Veni, vidi, vici'", Jurnalul Naţional, 25.04.2006
- "Paris-WWII Peace Conference-1946: Settling Romania's Western Frontiers" Архивирано на веб-сајту  (15. мај 2008), at the Honorary Consulate of Romania in Boston, has pictures of the Romanian delegation at the Paris Peace Conference